# Rock (rapero)
Jahmal Bush (Brownsville, Nueva York, 4 de noviembre de 1973) conocido como Rock, o también como Rockness Monsta o Big Rock, es un rapero estadounidense miembro del grupo Heltah Skeltah y del súper grupo de hip hop Boot Camp Clik. Tras lanzar dos álbumes con Heltah Skeltah en los 90's, como Nocturnal en 1996 y Magnum Force en 1998, Rock abandonó Duck Down Records para comenzar su carrera en solitario. Firmó por el sello Lethal Records de DJ Lethal con el cual lanzaría un álbum titulado Planet Rock, que nunca fue lanzado al mercado tras la desaparición del sello. Rock no apareció en el álbum de Boot Camp Clik de 2002 The Chosen Few, siendo el único miembro de "Los 8 Grandes" en no aparecer en el álbum. Regresó en 2005 de nuevo a Duck Down apareciendo en el álbum Monkey Barz de Sean Price y en el Tek N Steele: Reloaded de Smif-N-Wessun. En el verano de 2006 lanzó el álbum The Last Stand junto a Boot Camp Clik, al año siguiente, en 2007 siempre con Boot Camp Clik, lanzaría un álbum titulado Casualties Of War, y en 2008 junto con Sean Price lanzaron el tercer álbum de Heltah Skeltah titulado D.I.R.T. (Da Incredible Rap Team). No fue, sino hasta en 2017, que Rock Lanzaría su primer álbum en solitario llamado Rockness A.P. (After Price), el cual cuenta con colaboraciones de Method Man, Inspectah Deck, Raekwon, entre otros artistas conocidos en el ámbito del Hip-Hop.

## Discografía

### Álbumes en Solitario
- 2017 - Rockness A.P. (After Price)

### Álbumes con Heltah Skeltah
- 1996 - Nocturnal
- 1998 - Magnum Force
- 2008 - D.I.R.T. (Da Incredible Rap Team)
- 2011 - Midnight Madness Remixes Ep

### Álbumes con Boot Camp Clik
- 1997 - For the People
- 2006 - The Last Stand
- 2007 - Casualties Of War
- 2011 -  Still For The People (Re-released)